# Gryf (kulturystyka)

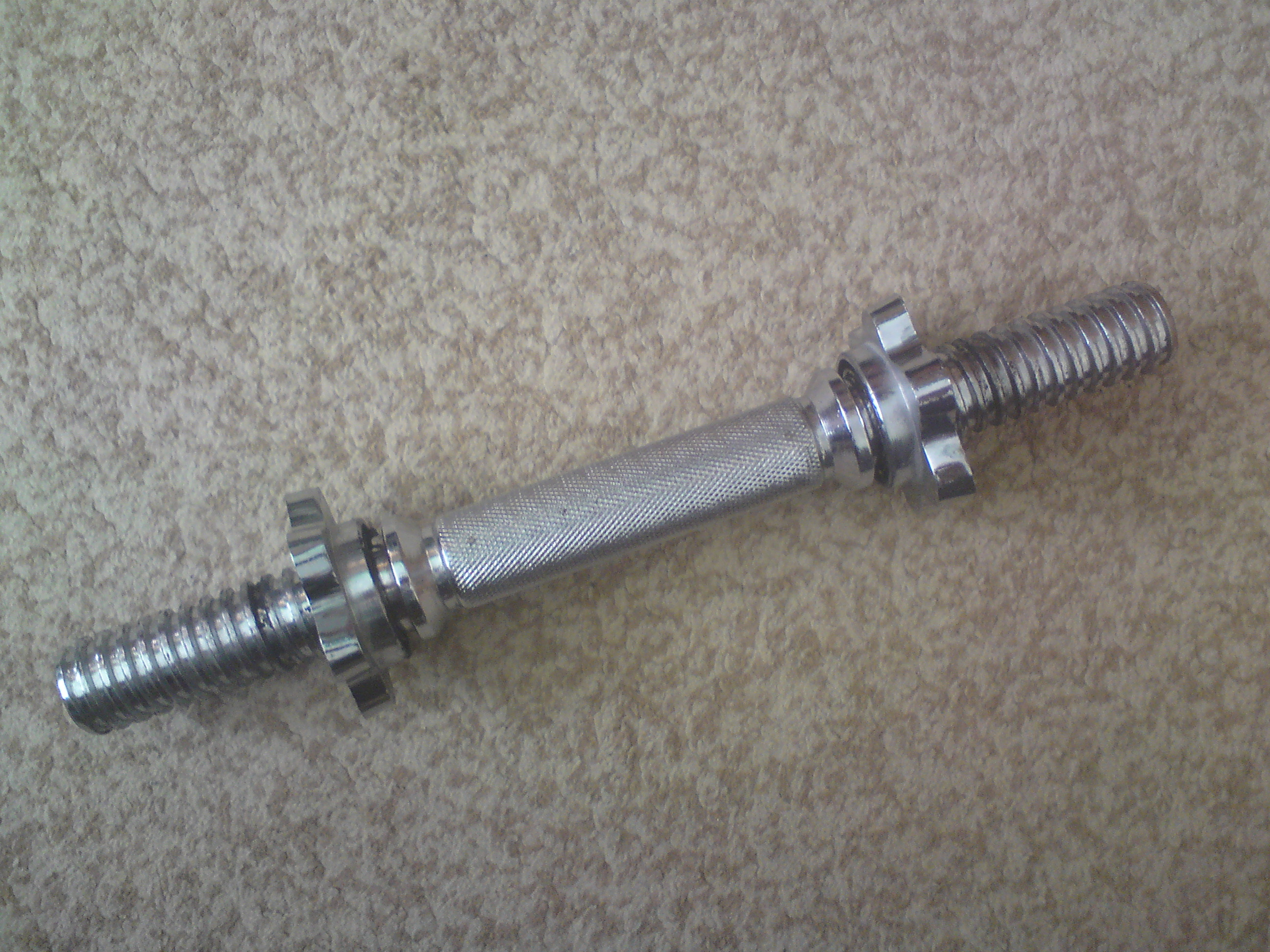
Gryf do hantli

Gryf  – element sztangi w formie pręta, w sztandze olimpijskiej zakończonego obrotowymi tulejami, na które zakłada się obciążniki. Olimpijski gryf dla mężczyzn ma 7 stóp (2,13 m) długości i średnicę 28–29 mm (na końcu 49–50 mm). Waży 20 kilogramów.
Występują różne rodzaje gryfów, m.in.:
- gryf łamany – służy on do kształtowania bicepsów, poprzez jego specyficzny kształt odciąża nadgarstki podczas ćwiczeń.
- gryf prosty – najczęściej używany do wyciskania na klatkę piersiową, martwego ciągu, zarzutu, podrzutu.
- kratownica – gryf do kształtowania tricepsów i bicepsów.
- gryf krótki do hantli – służy do różnych ćwiczeń na biceps, triceps, przedramię, barki, plecy, klatkę piersiową.